# (47086) Shinseiko
(47086) Shinseiko est un astéroïde de la ceinture principale.

## Description
(47086) Shinseiko est un astéroïde de la ceinture principale. Il fut découvert le 10 janvier 1999 à Hadano par Atsuo Asami. Il présente une orbite caractérisée par un demi-grand axe de 2,80 UA, une excentricité de 0,20 et une inclinaison de 14,5° par rapport à l'écliptique.

## Compléments